# Пшедевсе
Пшедевсе (пол. Przedewsie) — село в Польщі, у гміні Якубув Мінського повіту Мазовецького воєводства.
Населення — 102 особи (2011).
У 1975-1998 роках село належало до Седлецького воєводства.

## Демографія
Демографічна структура станом на 31 березня 2011 року:
|          | Загалом | Допрацездатний вік | Працездатний вік | Постпрацездатний вік |
| -------- | ------- | ------------------ | ---------------- | -------------------- |
| Чоловіки | 48      | 10                 | 32               | 6                    |
| Жінки    | 54      | 14                 | 30               | 10                   |
| Разом    | 102     | 24                 | 62               | 16                   |